# جونگ جونگ-سوک
جونگ جونگ-سوک (انگلیسی: Jung Jung-suk; ۲۵ اوت ۱۹۸۲ – ۲۶ ژوئن ۲۰۱۱) بازیکن فوتبال زن اهل کره جنوبی بود.
وی همچنین در تیم ملی فوتبال زنان کره جنوبی بازی کرده است.